# 34779 Чунґчіюнґ
34779 Чунґчіюнґ (34779 Chungchiyung) — астероїд головного поясу, відкритий 10 вересня 2001 року.
Тіссеранів параметр щодо Юпітера — 3,593.